# XL Games
Ne doit pas être confondu avec 2XL Games.
XL Games est une société de développement et d'édition de jeux vidéo, créée en avril 2003 par Jake Song. Elle est surtout connu pour avoir développé le jeu ArcheAge.

## Histoire
En 2004, le studio commence en développant son premier jeu Online Racing Game XL1.
En 2013, le studio XL Games déménage dans la Techno Valley de Seongnam en Corée du Sud.

## Jeux
- 2005 : Online racing game XL1, jeu vidéo de course développé avec Autodesk Maya (moteur graphique)
- 2010 : <Icon Logic> IOS
- 2013 : ArcheVille : Jeu social s’inspirant largement de ArcheAge
- 2013 : ArcheAge
- Civilization Online (en cous de développement) pour le compte de Take-Two.